# Andre Moore
Andre M. Moore (Chicago, Illinois, 2 de julio de 1964) es un exjugador de baloncesto estadounidense que jugó 10 partidos en la NBA, además de hacerlo en la USBL, en la liga australiana y en la CBA. Con 2,05 metros de estatura, lo hacía en la posición de ala-pívot.

## Trayectoria deportiva

### Universidad
Jugó durante tres temporadas con los Ramblers de la Universidad Loyola Chicago, en las que promedió 16,5 puntos y 10,9 rebotes por partido. En sus dos últimas temporadas fue elegido en el mejor quinteto de la Horizon League, siendo además considerado el mejor jugador de la conferencia en 1987.

### Profesional
Fue elegido en la trígésimo primera posición del Draft de la NBA de 1987 por Denver Nuggets, donde apenas jugó 7 partidos, en los que promedió 2,9 puntos y 1,7 rebotes, antes de ser despedido en el mes de diciembre. Días después firmó un contrato por dos temporadas con Milwaukee Bucks, pero solo jugó 3 partidos, en los que anotó 4 puntos en total.
Tras quedarse sin equipo, fichó por los Philadelphia Aces de la USBL, donde fue elegido en el mejor quinteto de rookies. Tras jugar una temporada en los Tulsa Fast Breakers de la CBA, se marchó a la liga australiana para fichar por los Brisbane Bullets, donde jugó cinco temporadas, para terminar su carrera en los Cairns Taipans. Desde 1996 tiene la nacionalidad australiana, residiendo en la actualidad en aquel país.

## Estadísticas de su carrera en la NBA

### Temporada regular
| Temporada | Edad | Equipo          | Liga | P  | TIT | MIN | TC  | TCA | %TC  | 3P  | 3PA | %3P | TL  | TLA | %TL   | R.OF. | R.DEF. | REB | ASIS | ROB | TAP | PER | FP  | PTS |
| 1987-88   | 23   | TOTAL           | NBA  | 10 | 0   | 5.0 | 0.9 | 2.7 | .333 | 0.0 | 0.0 |     | 0.6 | 0.8 | .750  | 0.6   | 0.8    | 1.4 | 0.6  | 0.2 | 0.1 | 0.4 | 0.6 | 2.4 |
| 1987-88   | 23   | Denver Nuggets  | NBA  | 7  | 0   | 4.9 | 1.0 | 3.4 | .292 | 0.0 | 0.0 |     | 0.9 | 0.9 | 1.000 | 0.7   | 1.0    | 1.7 | 0.7  | 0.3 | 0.1 | 0.4 | 0.6 | 2.9 |
| 1987-88   | 23   | Milwaukee Bucks | NBA  | 3  | 0   | 5.3 | 0.7 | 1.0 | .667 | 0.0 | 0.0 |     | 0.0 | 0.7 | .000  | 0.3   | 0.3    | 0.7 | 0.3  | 0.0 | 0.0 | 0.3 | 0.7 | 1.3 |
| Total     |      |                 | NBA  | 10 | 0   | 5.0 | 0.9 | 2.7 | .333 | 0.0 | 0.0 |     | 0.6 | 0.8 | .750  | 0.6   | 0.8    | 1.4 | 0.6  | 0.2 | 0.1 | 0.4 | 0.6 | 2.4 |